# Kirkman (facteurs de clavecins)
Pour les articles homonymes, voir Kirkman.

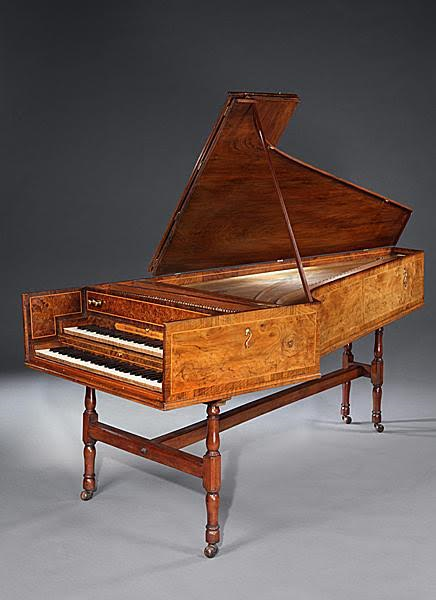
Clavecin Kirckman 1763

Les Kirkman (variantes : Kirckman, Kirchmann) sont une famille anglaise de facteurs de clavecins, et plus tard de pianos. Ils étaient d'origine alsacienne.

## Principaux membres de la famille
Jacob Kirkman (4 mars 1710 - 9 juin 1792) naquit à Bischwiller et émigra en Angleterre au début des années 1730. Il travailla auprès de Hermann Tabel, dont il épousa la veuve en 1738. Il resta sans descendants. Il devint sujet britannique en 1755. Il mourut à Greenwich et fut y enterré dans l'église Saint-Alfege.
Abraham Kirkman (1737 - 16 avril 1794), également né à  Bischwiller, était le neveu du précédent. Il s'associa avec son oncle en 1772 et mourut à Hammersmith.
Joseph Kirkman I, fils d'Abraham Kirkman, poursuivit l'activité de son père et devint aussi son associé.
Joseph Kirkman II (vers 1790 – 1877), fils du précédent, devint comme lui facteur de clavecins, assistant son père. Ils construisirent leur dernier clavecin en 1809 - le dernier instrument existant encore aujourd'hui étant sorti de leur atelier en 1800.

## Les clavecins Kirkman

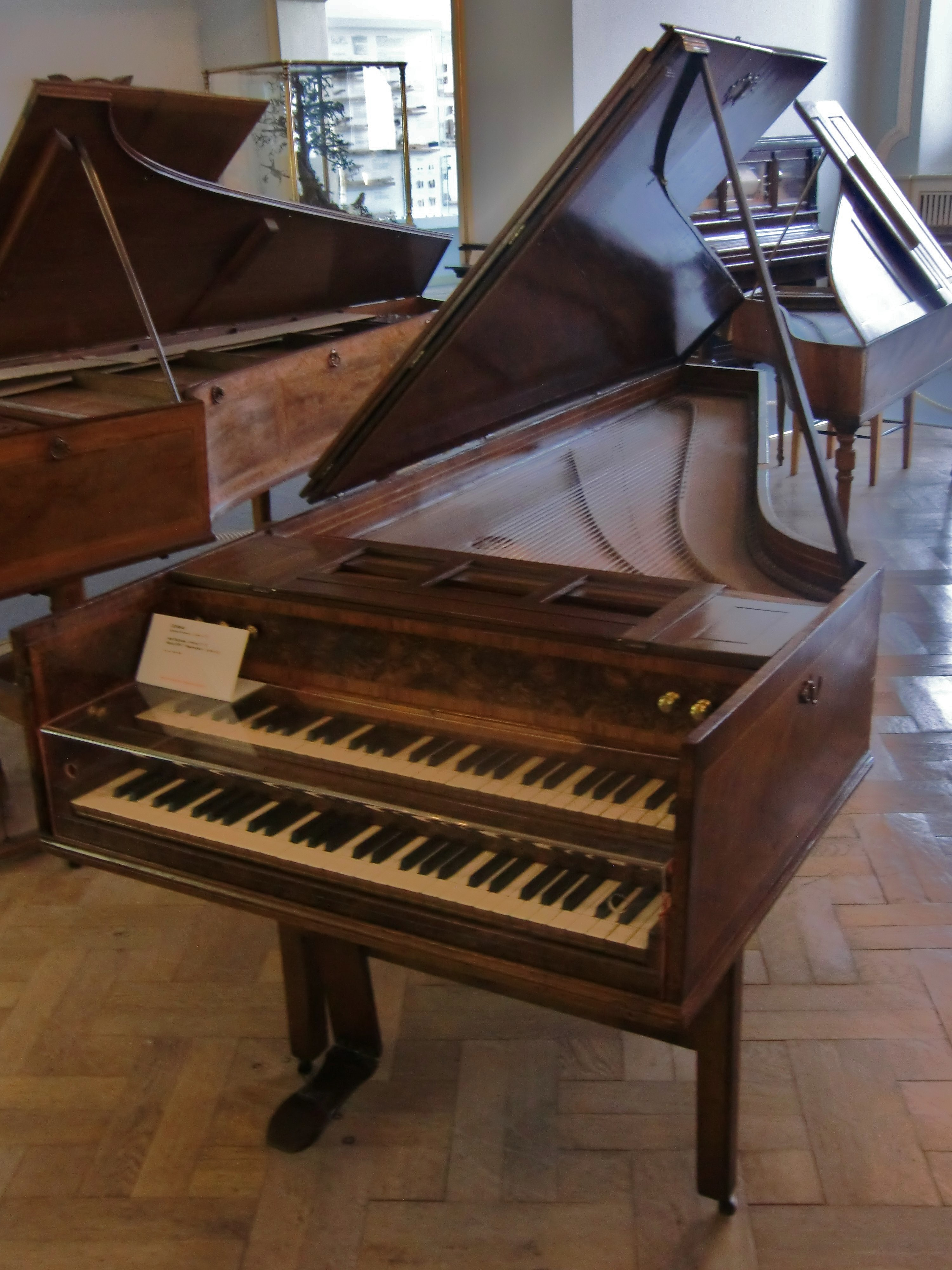
Clavecin Kirckman de 1771
Munich, Deutsches Museum

Charles Burney a écrit un abondant témoignage sur Jacob Kirkman et Fanny Burney le qualifia de « premier facteur de l'époque ». Burkat Shudi et lui 
dominèrent de loin la production anglaise de grands clavecins pendant la seconde moitié du XVIIIe siècle et nombre de leurs instruments sont conservés aujourd'hui, d'ailleurs deux fois plus de Kirkman que de Shudi. Frank Hubbard écrit qu'ils sont « presque construits en série ». 
Kirkman a construit de très nombreux instruments, de façon presque normalisée et industrielle, et les exportait. Il a conçu trois modèles de clavecins : un clavecin à un clavier avec deux jeux de huit pieds, un clavecin à un clavier avec deux jeux de huit pieds et un jeu de quatre pieds, et un clavecin à deux claviers avec deux jeux de huit pieds (dont un dogleg, ainsi appelé à cause de la forme des sautereaux qui ressemblent à une patte de chien) et un jeu de quatre pieds. Ce dernier type d'instrument possédait toujours un jeu nasal, appelé lute stop, à savoir un jeu de sautereaux supplémentaires qui pinçait les cordes très près du sillet ; il comportait aussi parfois, mais pas toujours, un jeu de luth très semblable à celui qui existait en France à la même époque : le buff stop. Sur certains instruments tardifs, Kirkman installa un dispositif destiné à produire des nuances, sur le même principe que la boîte expressive de l'orgue : des jalousies en bois placées au-dessus des cordes qui pouvaient s'ouvrir ou se fermer à l'aide d'une pédale, pour varier l'intensité du son (Venetian swell), ou un système permettant d'ouvrir progressivement le côté droit du couvercle du clavecin (nags head). Il ajouta aussi un système permettant de changer la combinaison des jeux à l'aide d'une pédale (machine stop).
Ces instruments ont une étendue de 5 octaves, de fa à fa, avec le plus souvent seulement 60 notes car le premier fa# manque, ou parfois 61 notes. Ils se prêtent idéalement à la musique de Haendel, Scarlatti, Padre Soler, mais Bach sonne également très bien, ainsi que la musique anglaise fin XVIIe siècle ou XVIIIe siècle.